# Anaula
Anaula is een eiland in de Boven-Surinamerivier. Het is een natuurreservaat dat voor een klein deel is ingericht als resort. Het ligt in het Boven-Surinamegebied op ongeveer 170 km van Paramaribo en ongeveer een uur varen vanaf een vertrekpunt ten Zuiden van het Brokopondostuwmeer.
Het ligt tegenover een aantal dorpen aan de rivier, waaronder Nieuw-Aurora en Ladouanie. Dicht bij het eiland liggen de eilanden Tang Loekoe en Kninipaati, en de stroomversnelling Ferulasi.
Het eiland is ongeveer 12 hectare groot, waarvan ongeveer 10 hectare tropisch regenwoud is. Het ligt in het gebied van de Saramaccaners, een marron-stam van Suriname. Een deel van hun woont in Aurora, een dorpje iets meer stroomopwaarts.

## Anaula Nature Resort
Ongeveer 2 ha is bebouwd als resort. Er zijn meerdere 2-persoons gastenhuisjes met koud water en stroom tot 8 uur 's avonds. De bedden hebben klamboes, hoewel er al jarenlang geen malaria is geweest. Er kan in de rivier tussen enkele grote stenen gepoedeld worden, maar om te zwemmen is er te veel stroom. Er is een klein zwembad bij een van de hoofdgebouwen.
Met korjaalboten kan men over de rivier excursies maken en onder meer andere dorpjes bezoeken. De bevolking mag niet gefotografeerd worden tenzij ze uitdrukkelijk toestemming geven.

## Bereikbaarheid
Vanaf Paramaribo is het ongeveer 45 minuten vliegen naar Ladouanie, waar de dichtstbijzijnde airstrip is, vandaar duurt de reis nog tien minuten per korjaal. In Ladouanie is ook een school, een kerk en een medische post.
Van Paramaribo naar Atjoni (Pokigron), dat iets ten Zuiden van het Brokopondostuwmeer ligt, is het enkele uur rijden over de geasfalteerde Avobakaweg tot Atjoni. Van hier uit is het nog een uur varen naar Anaula.
Omdat de boten zo ondiep zijn, worden ze veel gebruikt op de rivieren in Suriname. Voorop zit iemand die zo nodig de weg aangeeft tussen de stenen door, af en toe moet hij ook de kano afhouden of bijsturen. Achterop is een buitenboordmotor. Als de bestuurder hoort dat de bodem van de boot tegen de bodem van de rivier aankomt, trekt hij snel de motor op. Vooral tegen het einde van de droge tijd staat het water laag en is het moeilijk tussen de stenen door te varen.

## Galerij
| Aankomst per korjaalboot |  | Anaula vanaf de rivier |
| Aankomst per korjaalboot |  | Anaula vanaf de rivier |

| Conferentiehuisje |  | Brulaapje op Anaula |
| Conferentiehuisje |  | Brulaapje op Anaula |